# Alpenvereins-Vertragshaus

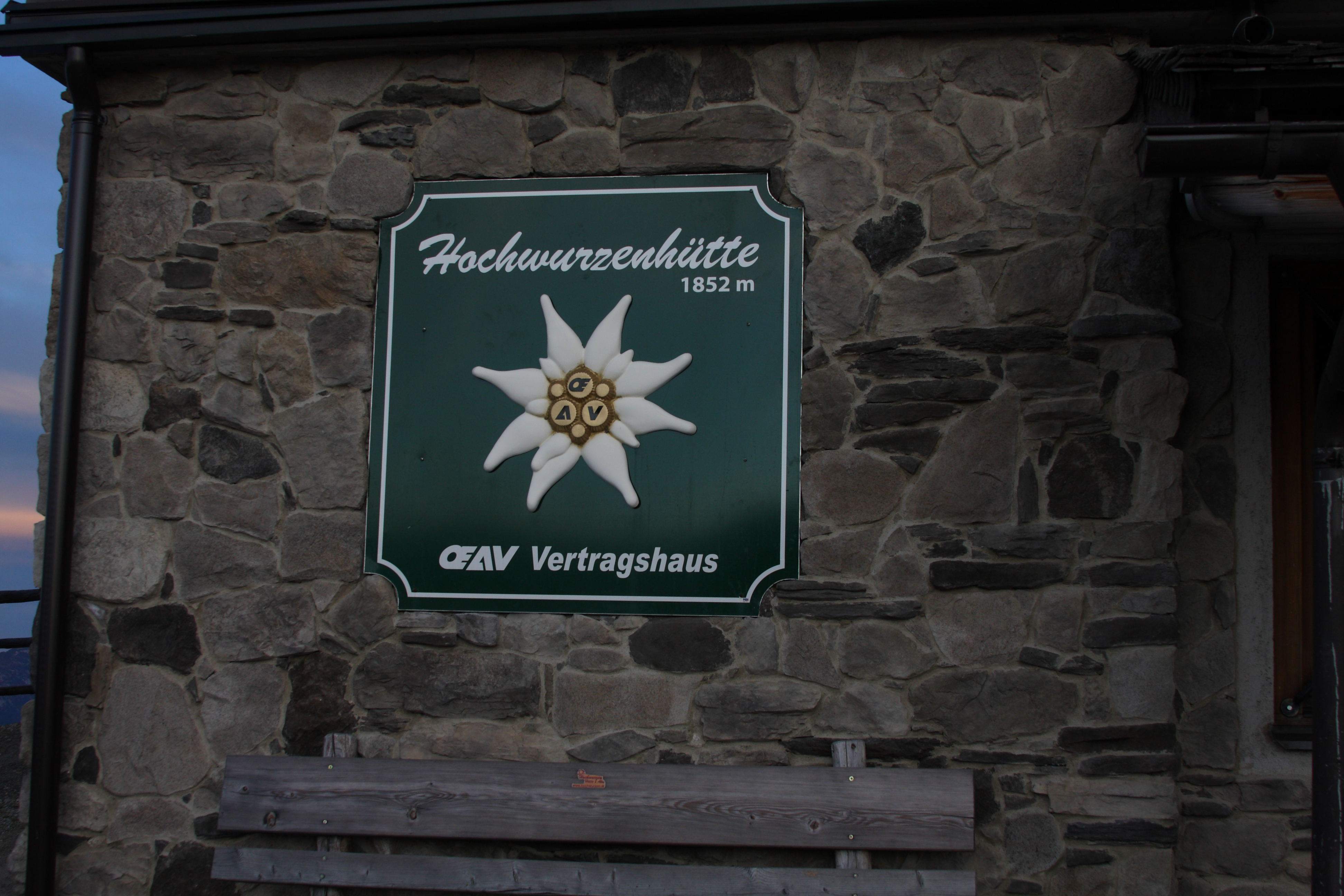
ÖAV Vertragshaus Hochwurzenhütte

Alpenvereins-Vertragshäuser (auch Alpenverein-Vertragshäuser) sind privat geführte Gast- und Beherbergungsbetriebe, die Mitgliedern des Alpenvereins und Gleichgestellten gegen Vorweis des gültigen Mitgliedsausweises einen Nachlass auf den jeweiligen Nächtigungspreis (und zwar auch bei nur einer Nächtigung) gewähren. Die Betriebe verpflichten sich vertraglich gegenüber einer lokal ansässigen oder benachbarten bzw. arbeitsgebietsmäßig zuständigen Alpenvereinssektion. Die Einrichtung solcher Vertragsgasthäuser wird besonders von Weitwanderern als wichtig empfunden, weil in Tallagen und auch in den Voralpen oft keine entsprechenden Stützpunkte vorhanden sind.
Das Konzept wird vom Deutschen Alpenverein (DAV), Österreichischen Alpenverein (ÖAV) und Alpenverein Südtirol (AVS) angeboten. Mit Stand Anfang 2020 gibt es über 100 solche Vertragshäuser im Alpenraum. Vertragshäuser dürfen sich nicht in Konkurrenz zu einer Alpenvereinshütte befinden.

## Vertragshäuser

### Liste der AVS-Vertragshäuser
Liste der Vertragshäuser des Alpenverein Südtirol:
Hüttenlinks
   Verzweigt auf die GeoHack-Seite. Anhand der hinterlegten Koordinaten können diverse externe Kartendienste aufgerufen werden.

   Externer Link auf die Homepage des Vertragshauses.

| Bild            | Name Homepage           | Höhe | P. 1 | Gebirgsgruppe | Lage             | Ortschaft        | Einweihung |
| --------------- | ----------------------- | ---- | ---- | ------------- | ---------------- | ---------------- | ---------- |
| Bild gesucht BW | Hotel Goldenes Kreuz \| | –    | –    | –             | Italien Südtirol | 39020 Schnals    | –          |
| Bild gesucht BW | Hotel Regina \|         | –    | –    | –             | Italien Südtirol | 39054 Oberbozen  | –          |
| Bild gesucht BW | Taubers Unterwirt \|    | –    | –    | –             | Italien Südtirol | 39040 Feldthurns | –          |

### Liste der DAV-Vertragshäuser
Liste der Vertragshäuser des Deutschen Alpenvereins:
Hüttenlinks
   Verzweigt auf die GeoHack-Seite. Anhand der hinterlegten Koordinaten können diverse externe Kartendienste aufgerufen werden.

   Externer Link auf die Seite der Hütte beim DAV.

   Externer Link auf die Seite der Hütte beim ÖAV.

| ID 1 | Bild                  | Name Hütten-Links              | Höhe 2 | P. 3 | Gebirgsgruppe       | Lage 4                    | Einweihung |
| ---- | --------------------- | ------------------------------ | ------ | ---- | ------------------- | ------------------------- | ---------- |
| 1860 | Bild gesucht BW       | Auberge de Schantzwasen \|     | 1096   | 47   | Vogesen             | Frankreich Grand Est      |            |
| –    | Berggasthof Almagmach | Berggasthof Almagmach · \|     | 1166   | 67   | Allgäuer Alpen      | Deutschland Bayern        |            |
| 1905 | Bild gesucht BW       | Berggasthof Mooshütte \|       | 950    | 60   | Bayerischer Wald    | Deutschland Bayern        |            |
| –    | Bild gesucht BW       | Bergresort Seefeld · \|        | 1186   | 152  | Karwendel           | Österreich Tirol          |            |
| 1968 | Bild gesucht BW       | Chalet Edelweiss \|            | 900    | 22   | Dachsteingebirge    | Österreich Oberösterreich |            |
| 1917 | Bild gesucht BW       | Ferienhotel Alber \|           | 1200   | 0    | Ankogelgruppe       | Österreich Salzburg       |            |
| 1909 | Bild gesucht BW       | Gasthof Bergheimat \|          | 1357   | 0    | Ötztaler Alpen      | Österreich Tirol          |            |
| 2011 | Bild gesucht BW       | Haus Alpina \|                 | –      | 0    | Allgäuer Alpen      | Österreich Tirol          |            |
| –    | Haus Auerbach         | Haus Auerbach · \|             | 505    | 15   | Bayerische Voralpen | Deutschland Bayern        |            |
| 1910 | Bild gesucht BW       | Hotel Alpenblick \|            | 665    | 150  | Bayerische Alpen    | Deutschland Bayern        |            |
| –    | Bild gesucht BW       | Hotel Alpenhof Postillion · \| | 611    | 0    | Bayerische Voralpen | Deutschland Bayern        |            |
| 1982 | Bild gesucht BW       | Hotel Kristall \|              | –      | 57   | Karwendel           | Österreich Tirol          |            |
| 1983 | Bild gesucht BW       | Hotel Montana \|               | –      | 0    | Lechtaler Alpen     | Österreich Tirol          |            |
| 1916 | Bild gesucht BW       | Hotel Tauferberg · \|          | 1550   | 70   | Ötztaler Alpen      | Österreich Tirol          |            |
| –    | Bild gesucht          | Hotel Verwall · \|             | 979    | 0    | Verwall-Gruppe      | Österreich Vorarlberg     |            |
| –    | Bild gesucht BW       | Kirchenwirt Pitztal · \|       | 1616   | 48   | Ötztaler Alpen      | Österreich Tirol          |            |
| 2012 | Bild gesucht BW       | Landhaus Aggenstein · \|       | –      | 0    | Tannheimer Berge    | Österreich Tirol          |            |
| 1914 | Bild gesucht BW       | Landhaus Schmiedhof \|         | 1200   | 26   | Karwendel           | Österreich Tirol          |            |
| –    | Bild gesucht BW       | Markbachjochhütte · \|         | 1450   | 30   | Kitzbüheler Alpen   | Österreich Tirol          |            |
| 1282 | Matreier Tauernhaus   | Matreier Tauernhaus \|         | 1511   | 60   | Granatspitzgruppe   | Österreich Tirol          |            |
| 1971 | Bild gesucht BW       | Ottendorfer Hütte \|           | –      | 50   | Sächsische Schweiz  | Deutschland Sachsen       |            |
| 1908 | Haus Gertrude         | Pension Gertrude \|            | 200    | 30   | Spessart            | Deutschland Hessen        |            |
| 1913 | Bild gesucht BW       | Pension Rosenhof \|            | 560    | 8    | Bayerischer Wald    | Deutschland Bayern        |            |
| 1963 | Bild gesucht BW       | Wanderhotel Gassner \|         | 860    | 0    | Hohe Tauern         | Österreich Salzburg       |            |
| 1904 | Wuhrsteinalm          | Wuhrsteinalm \|                | 1120   | 18   | Chiemgauer Alpen    | Deutschland Bayern        |            |

### Liste von ÖAV-Vertragshäusern
Liste der Vertragshäuser des Österreichischen Alpenvereins: (unvollständig)
Hüttenlinks
   Verzweigt auf die GeoHack-Seite. Anhand der hinterlegten Koordinaten können diverse externe Kartendienste aufgerufen werden.

   Externer Link auf die Seite der Hütte beim DAV.

   Externer Link auf die Seite der Hütte beim ÖAV.

| ID 1 | Bild                   | Name Hütten-Links                   | Höhe m. ü. A. | P. 2 | Gebirgsgruppe                          | Lage 3           | Einweihung |
| ---- | ---------------------- | ----------------------------------- | ------------- | ---- | -------------------------------------- | ---------------- | ---------- |
| 1966 | Bild gesucht BW        | Almgasthof Seebergalm · \|          | 1148          | 8    | Hochschwabgruppe                       | Steiermark       |            |
| 1762 | Almtalhof              | Almtalhof · \|                      | 528           | 45   | Totes Gebirge                          | Oberösterreich   |            |
| 1480 | Bild gesucht BW        | Alpenhof Plattner \|                | 1600          | 45   | Karnischer Hauptkamm                   | Kärnten          |            |
| 1450 | Bild gesucht BW        | Alpenhof Tilzwirt \|                | 1094          | 20   | Lavanttaler Alpen                      | Steiermark       |            |
| 2141 | Bild gesucht BW        | Altenbergerhof · \|                 | 784           | 0    | Mürzsteger Alpen                       | Steiermark       |            |
| 0020 | Bergfriedhütte         | Bergfriedhütte · \|                 | 1800          | 26   | Ankogelgruppe                          | Kärnten          |            |
| 1824 | Bild gesucht BW        | Berghof Thurnergut · \|             | 817           | 12   | Totes Gebirge                          | Oberösterreich   |            |
| 1915 | Bild gesucht BW        | Berghotel Falknerhof · \|           | 1560          | –    | Ötztaler Alpen                         | Tirol            |            |
| 0196 | Berghotel Rudolfshütte | Berghotel Rudolfshütte \|           | 2311          | 253  | Granatspitzgruppe                      | Salzburg         |            |
| 2018 | Bild gesucht BW        | Castello Königsleithen \|           | 1591          | 50   | Venedigergruppe                        | Salzburg         |            |
| 2016 | Paternwirt             | Der Paternwirt \|                   | 1168          | 60   | Gailtaler Alpen                        | Kärnten          |            |
| 2014 | Bild gesucht BW        | Döllacher Dortwirtshaus \|          | 1010          | 25   | Glocknergruppe                         | Kärnten          |            |
| 0034 | Douglasshütte          | Douglasshütte \|                    | 1979          | 150  | Rätikon                                | Vorarlberg       |            |
| 1430 |                        | Gaberlhaus · \|                     | 1551          | 35   | Lavanttaler Alpen                      | Steiermark       |            |
| 1676 | Bild gesucht BW        | Gästehaus Schrunsblick · \|         | –             | 13   | Verwallgruppe                          | Vorarlberg       |            |
| 1768 | Bild gesucht BW        | Gerstreitalm · \|                   | 1575          | 20   | Radstädter Tauern                      | Salzburg         |            |
| 0080 | Bild gesucht BW        | Gmünder Hütte \|                    | 1186          | 17   | Ankogelgruppe                          | Kärnten          |            |
| 0089 | Bild gesucht BW        | Gsengalmhütte \|                    | 1447          | 46   | Tennengebirge                          | Salzburg         |            |
| 2013 | Bild gesucht BW        | Hämmermoosalm \|                    | 1424          | 25   | Wettersteingebirge und Mieminger Kette | Tirol            |            |
| 2147 | Bild gesucht BW        | Haus Steinacker \|                  | 1371          | 10   | Ötztaler Alpen                         | Tirol            |            |
| 1763 | Hochberghaus           | Hochberghaus · \|                   | 1132          | 42   | Totes Gebirge                          | Oberösterreich   |            |
| 1212 | Hochwurzenhütte        | Hochwurzenhütte \|                  | 1852          | 0    | Schladminger Tauern                    | Steiermark       |            |
| 0226 | Holl-Haus              | Holl-Haus Hollhaus \|               | 1621          | 72   | Totes Gebirge                          | Steiermark       |            |
| 1781 | Bild gesucht BW        | Hotel Alpenaussicht \|              | 1906          | 89   | Ötztaler Alpen                         | Tirol            |            |
| 1960 | Bild gesucht BW        | Hotel Birgkarhaus · \|              | –             | 40   | Berchtesgadener Alpen                  | Salzburg         |            |
| 1965 | Bild gesucht BW        | Hotel Johanna \|                    | –             | 66   | Stubaier Alpen                         | Tirol            |            |
| 2017 | Bild gesucht BW        | Hotel Lebensfreude \|               | 819           | 30   | Totes Gebirge                          | Steiermark       |            |
| 0512 | Bild gesucht BW        | Landgasthof Schreiner · \|          | –             | 60   | Waldviertel                            | Niederösterreich |            |
| 1959 | Bild gesucht BW        | Landhof Irschen · \|                | –             | 30   | Kreuzeckgruppe                         | Kärnten          |            |
| 2019 | Bild gesucht BW        | Landhotel Postgut \|                | 1246          | –    | Radstädter Tauern                      | Salzburg         |            |
| 1725 | Bild gesucht BW        | Loosbühelalm \|                     | 1769          | 30   | Radstädter Tauern                      | Salzburg         |            |
| 1779 | Bild gesucht BW        | Moritzhütte · \|                    | 1730          | 11   | Schobergruppe                          | Tirol            |            |
| 0159 | Naviser Hütte          | Naviser Hütte \|                    | 1787          | 44   | Tuxer Alpen                            | Tirol            |            |
| 1813 | Parkhotel Matrei       | Parkhotel Matrei \|                 | 1001          | –    | Stubaier Alpen                         | Tirol            |            |
| 1737 | Bild gesucht BW        | Pension Holzgauerhof \|             | 1100          | 65   | Lechtaler Alpen                        | Tirol            |            |
| 1418 | Sepp-Huber-Hütte       | Sepp-Huber-Hütte \|                 | 1506          | 20   | Totes Gebirge                          | Oberösterreich   |            |
| 2148 | Bild gesucht BW        | Venet Alm \|                        | 1980          | 0    | Ötztaler Alpen                         | Tirol            |            |
| 1964 | Bild gesucht BW        | Venet Gipfelhütte \|                | 2193          | 100  | Ötztaler Alpen                         | Tirol            |            |
| 1314 | Bild gesucht BW        | Volkzeinerhütte Volkzeiner Hütte \| | 1886          | 30   | Villgratner Berge                      | Tirol            |            |
| 1438 | Bild gesucht BW        | Waldheimhütte · \|                  | –             | 40   | Lavanttaler Alpen                      | Steiermark       |            |
| 1814 | Bild gesucht BW        | Weissalm · \|                       | 1724          | 20   | Radstädter Tauern                      | Salzburg         |            |
| 1688 | Bild gesucht BW        | Wirtshaus Gafringwirt \|            | 299           | 35   | Ybbstaler Alpen                        | Niederösterreich |            |